# Nowa Zelandia na Igrzyskach Imperium Brytyjskiego 1930
Nowa Zelandia wystartowała na Igrzyskach Imperium Brytyjskiego w 1930 roku w kanadyjskiej miejscowości Hamilton jako jedna z 11 reprezentacji. Była to pierwsza edycja tej imprezy sportowej. Reprezentacja Nowej Zelandii zajęła czwarte miejsce w generalnej klasyfikacji medalowej igrzysk, zdobywając 3 złote, 4 srebrne i 2 brązowe medale.

## Medale
| Dyscyplina    | Złoto | Srebro | Brąz | Razem |
| ------------- | ----- | ------ | ---- | ----- |
| Lekkoatletyka | 2     | -      | -    | 2     |
| Wioślarstwo   | 1     | 1      | 1    | 4     |
| pływanie      | -     | 2      | -    | 2     |
| Bowls         | -     | 1      | 1    | 2     |
| Razem         | 3     | 4      | 2    | 9     |

### Medaliści
Bowls
- William Fielding – single mężczyzn
- William Fielding, Percy McWhannell – dwójki mężczyzn

 Lekkoatletyka
- Billy Savidan – bieg na 6 mil mężczyzn
- Stan Lay – rzut oszczepem mężczyzn

 Pływanie
- Gordon Bridson – 400 jardów stylem dowolnym mężczyzn
- Gordon Bridson – 1500 jardów stylem dowolnym mężczyzn

 Wioślarstwo
- Mick Brough, John MacDonald, Ben Waters, Bert Sandos, Arthur Eastwood – czwórki ze sternikiem mężczyzn
- Arthur Eastwood, Bert Sandos, Charley Saunders, Ben Waters, Mick Brough, Fred Thompson, John Gilby, John MacDonald, Vic Olsson – ósemki mężczyzn

- Barry Johnson, Vic Olsson, Alex Ross, Charley Saunders – czwórki bez sternika mężczyzn